# Why We Disagree About Climate Change
El porqué del desacuerdo en el Cambio Climático: Entendiendo la controversia, inacción y oportunidad fue escrito por Mike Hulme y publicado por la Prensa de la Universidad de Cambridge en 2009.  Para noviembre de 2012 ya se habían vendido 15,000 copias. En 2009, la revista El Economista seleccionó al libro como uno de los 'Libros del año' en ciencia y tecnología y en 2010 se le otorgó el premio Gerald L Young Prize por el mejor libro en ecología humana.

## Sinopsis
El porqué del desacuerdo en el Cambio Climático es una exploración en la idea de que el cambio climático ha tomado una posición dominante en la política moderna y en la razón por la que es tan controversial. En el libro, el autor analiza varios puntos de vistas desde diferentes disciplinas incluyendo ciencia natural, economía, ética, psicología social y política, para tratar de explicar por qué la gente entra en desacuerdo sobre el cambio climático. El libro discute que el cambio climático no es un problema a resolver, sino más bien una idea que revela creencias individuales y colectivas, valores y actitudes sobre las formas de vivir en el mundo. 

## Testimonios
Max Boykoff escribiendo para Nature Reports Climate Change dijo, "Sobre todo, Hulme elabora argumentos complejos de manera notablemente clara y efectiva. No solamente cubre mucho terreno, sino que también logra crear mucha conectividad a través del libro evitando una excesiva división de compartimentos. Para aquellos que están regularmente inmersos en la literatura de las ciencias sociales sobre el cambio climático, el contenido por sí solo no los sorprenderá. Pero Hulme logra hacer argumentos accesibles y significativos para una audiencia muy amplia, inclusive el tomo puede servir como texto de enseñanza."
Steven Yearley escribió para The Times Higher Education : "Éste es un libro muy distinto y valeroso. Mike Hulme es un geógrafo y modelador climático que contribuye al Intergovernmental Panel on Climate Change (IPCC) , además de también ser profesor en cambio climático de la hacked University of East Anglia. Hulme debe evitar la tentación de dar explicaciones. Sería entendible si él quisiera presentar ante el mundo declaraciones sobre la severidad y convencimiento de la comprensión científica del cambio climático, todo esto seguido de fuertes advertencias para empezar a tomar medidas para limitar más emisiones que perjudiquen el cambio climático."
En The Register , Stuart Blackman dijo: "El libro [El porqué del desacuerdo en el Cambio Climático] explora la problemática de cómo la discusión sobre el cambio climático ha crecido a tal grado que influye en la política moderna. Para Hulme, el cambio climático no es un problema que necesite resolverse; de hecho él cree que la complejidad de este problema significa que es imposible resolverlo, así que se debe aprender a vivir con él y considerarlo tanto como una idea cultural, como un fenómeno físico."

Natasha Mitchell escribió en su blog ABC, "Muchos se sorprenderán al ver que es un libro de un científico que ha sido un contribuidor central en el establecimiento de la consciencia internacional científica sobre el cambio climático. Es difícil cavar entre la fe, política, sociología, riesgos, medios de comunicación, historia, psicología, etc... y además profundizar en el discurso público del cambio climático, el cual a menudo es aburrido y polarizado."
Duncan Green, la cabeza del grupo de investigación para Oxfam GB dijo: "En primer lugar, todo lo que el libro no es: no es una polémica, o un atentado a ‘establecer’ un argumento en contra de aquellos que se niegan a aceptar el cambio climático. Es mucho más interesante que eso, Hulme retrocede y observa el amplio significado del cambio climático, desde el punto de vista de la ciencia, de la economía, de la religión, de la psicología, de los medios de comunicación y del desarrollo gubernamental. Si lo que buscas es una forma inteligente de acercamiento al IPCC, el Reporte Severo, los desacuerdos entre Norte y Sur, todo esta ahí. Su intento es mostrar que las disputas entre el cambio climático no son solamente científicas, lo cual podría ser enormemente incierto. En vez de eso, sus argumentos se arraigan en todos los aspectos de la condición humana."
Richard D. North dijo en su página personal: "La mayoría de los libros en la categoría de ciencia y política en el calentamiento global son muy complicados, histéricos o poco realistas; muy pocos libros tienen una calidad verdadera. El libro de Mike Hulme's, El porqué del desacuerdo en el Cambio Climático, parece ser de una clase diferente."